# Beaumont-de-Pertuis
Beaumont-de-Pertuis este o comună în departamentul Vaucluse din sud-estul Franței. În 2009 avea o populație de 1.031 de locuitori.

## Evoluția populației
| An        | 1975 | 1982 | 1990 | 1999 | 2006  | 2009  |
| --------- | ---- | ---- | ---- | ---- | ----- | ----- |
| Populație | 601  | 658  | 788  | 934  | 1.001 | 1.031 |